# مشتة اولاد الحاج
مشتة اولاد الحاج هي منطقة، تابعة اقليمياً وإداريا لبلدية قجال الكائنة بدائرة قجال الواقعة بولاية سطيف الجزائرية.